# Lipotriches clavata
Lipotriches clavata är en biart som först beskrevs av Smith 1853.  Lipotriches clavata ingår i släktet Lipotriches och familjen vägbin. Inga underarter finns listade i Catalogue of Life.